# Wilhelm Altenburg
Wilhelm Altenburg (* 27. April 1835 in Bonn; † 24. November 1914 in Würzburg) war ein deutscher Gymnasiallehrer und Spezialist für Musikinstrumentenbau, der viele Beiträge zur Zeitschrift für Instrumentenbau (ZfI) verfasste.
Altenburg studierte an der Universität Bonn: erst Rechtswissenschaft bei Friedrich Dahlmann, dann Germanistik (bei Karl Simrock), Romanistik (bei Friedrich Diez, Charles Monnard), sowie Kunstgeschichte (bei Anton Springer) und Archäologie (bei Otto Jahn).
Danach unterrichtete er an Realschulen und Gymnasien im Rheinland, spielte Querflöte im Stadtorchester in Essen und lernte weitere Holzblasinstrumente (u. a. Oboe und Klarinette). Erst ab 1889 erschienen seine Publikationen zur Instrumentenkunde; das Thema des ersten Artikels waren die Saxophone und Sarrusophone. Sein Wissen vertiefte er auf Reisen durch Besuch der Hersteller(-Manufakturen oder -Fabriken) von Streich- und Blasinstrumenten. Nach seiner Pensionierung 1899 verlegte Altenburg seinen Wohnsitz von
Eupen nach Würzburg.

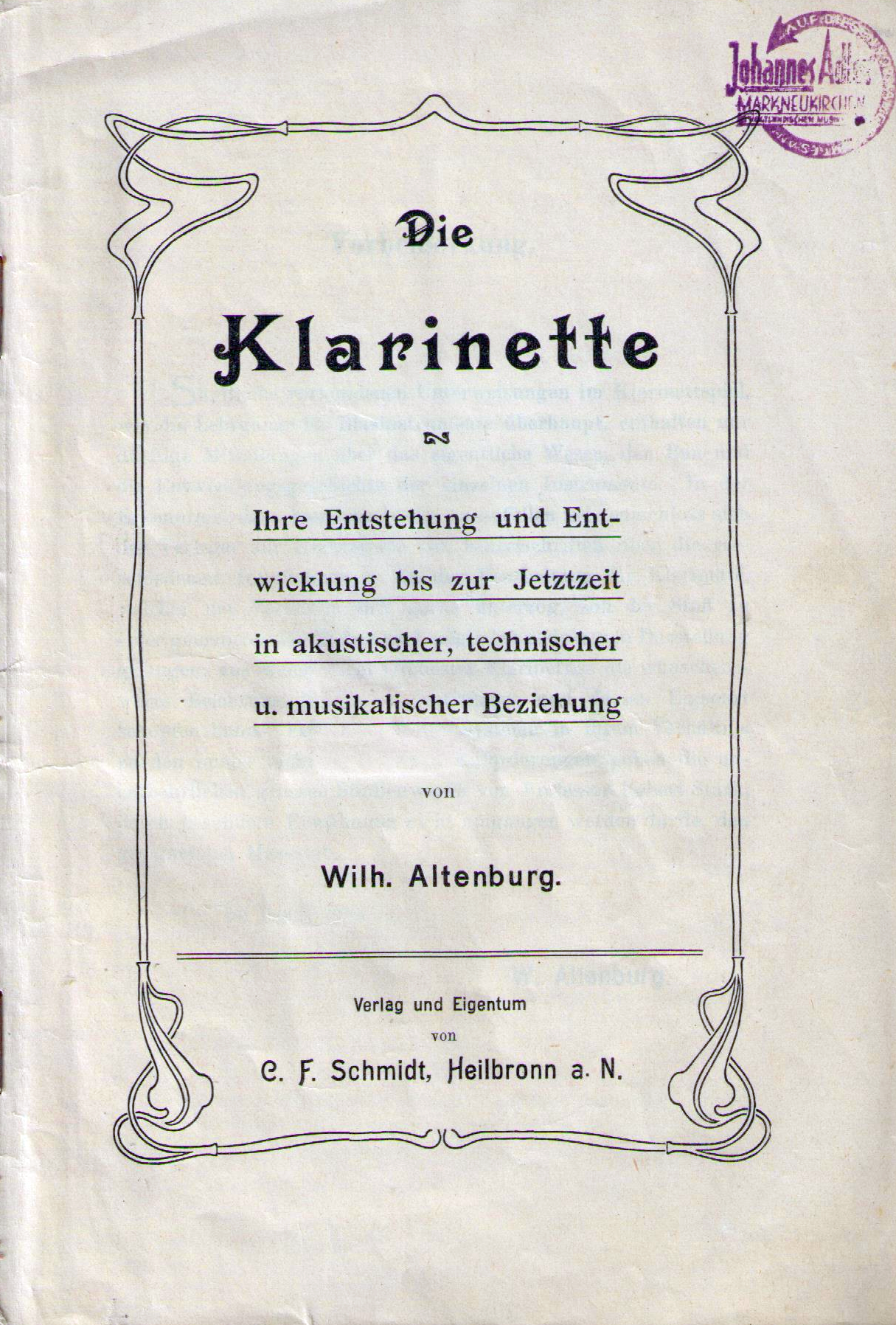
Titelseite von Wilhelm Altenburgs Buch „Die Klarinette“ (1904)

Altenburgs Buch „Die Klarinette“ war laut Albert R. Rice die erste wissenschaftliche Darstellung der Klarinettenfamilie, enthalte aber viele Fehler.
Viele Innovationen bei Holzblasinstrumenten wurden von Wilhelm Altenburg in der Zeitschrift für Instrumentenbau bekanntgemacht, so 
berichtete er über das Heckelphon und über die Schmidt-Kolbe-Klarinette. Insgesamt schrieb er knapp 100 Beiträge für diese 
Zeitschrift.

## Schriften (Auswahl)
Musikgeschichte:
- Die Klarinette. Ihre Entstehung und Entwicklung bis zur Jetztzeit, in akustischer, technischer und musikalischer Beziehung, Verlag C.F. Schmidt, Heilbronn, 1904
- Zur Kenntniss der Saxophone und der Sarrusophone, ZfI, Band 9, 1888/89, S. 417–420 online
- Schreiber’s Boehmflöte mit Gis-Mechanik, ZfI, Band 23, 1902/03, S. 86–87
- Das „Heckelphon“, ein neues Blasinstrument, ZfI, Band 28, 1907/08, S. 554–557
- Neue Fortschritte im Klarinettenbau, ZfI, Band 28, 1907/08, S. 324–326
- Material und Klang bei den Blasinstrumenten; das sogenannte „Einblasen“ und „Verblasen“, ZfI, Band 31, 1910/11, S. 458–461 und S. 491–494

Philologie und Geographie:
- Kursaal Maloja im Oberengadin und seine Umgebung, Orell-Füssli, Zürich, 1890
- (mit August Tonnar und Wilhelm Evers): Wörterbuch der Eupener Sprache, mit sprachvergleichenden Worterklärungen von Wilhelm Altenburg, Carl Braselmann, Eupen, 1899